# Eine starke Nummer
Eine starke Nummer (Originaltitel: No Small Affair) ist eine US-amerikanische Filmkomödie von Jerry Schatzberg aus dem Jahr 1984.

## Handlung
Der 16-jährige Charles Cummings ist ein leidenschaftlicher Hobbyfotograf. Am liebsten fotografiert er Landschaftspanoramen und Bauwerke. Zufällig fotografiert er Laura Victor, die ihn seitdem fasziniert.
Einige Tage später sieht Cummings die Frau wieder, sie arbeitet in einer Bar als Sängerin. Da die Band, die Victor begleitet, sich in Auflösung befindet, droht ihr ein Jobverlust. In dieser Situation lernt Cummings die Frau näher kennen. Er macht Fotosessions mit ihr als Modell.
Cummings verwendet seine Ersparnisse, die für eine Europareise bestimmt waren, dafür, auf den Taxis der Stadt Anzeigen mit einem Bild von Victor und ihrer Telefonnummer zu platzieren. Sie ist wütend, weil sie nicht um Zustimmung gefragt wurde, bekommt jedoch Angebote für Auftritte. Laura verbringt mit Charles eine Nacht und fliegt nach Los Angeles, wo sie einen neuen Job hat.

## Kritiken
Meinolf Zurhorst schrieb im Buch Demi Moore. Lady und Vamp., dass Demi Moore im Film „insgesamt durchaus überzeugend“ wirke. Die Kritiker hätten ihre „schauspielerische Anstrengung“ bemerkt. Die Komödie sei „exakt beobachtend“ und „sensibel inszeniert“.
Das Lexikon des internationalen Films schrieb, der Film sei eine „gut gespielte Unterhaltung“, derer Inszenierung „jugendliche Frische“ sowie „Poesie“ aufweise.

## Hintergrund
Die Dreharbeiten fanden in San Francisco statt. Der Film spielte in den Kinos der USA 5 Millionen US-Dollar ein.